# Dysbatus stenodesma
Dysbatus stenodesma är en fjärilsart som beskrevs av Oswald Beltram Lower 1899. Dysbatus stenodesma ingår i släktet Dysbatus och familjen mätare. Inga underarter finns listade i Catalogue of Life.